# Deltocephalus minutulus
Deltocephalus minutulus är en insektsart som beskrevs av Förster 1891. Deltocephalus minutulus ingår i släktet Deltocephalus och familjen dvärgstritar. Inga underarter finns listade i Catalogue of Life.